# 康裕成
康裕成（1956年3月4日—）是生於臺灣臺北市的民主進步黨籍政治人物。現任高雄市議會議長，曾任高雄縣議員、高雄市（合併前）議員、民進黨中央執行委員、民進黨發言人、民進黨中央評議委員會主任委員。

## 生平
北一女、國立臺灣大學法律系畢業、國立中山大學政治學碩士。
2010年10月，第一屆高雄市議會正副議長選舉投票，以31票敗給國民黨候選人許崑源。
2014年12月25日，第二屆高雄市議會正副議長選舉投票，以39票當選縣市合併後第二屆高雄市議長，成為高雄市首位女性議長，民進黨首次在高雄市完全執政。
2020年7月19日，康裕成當選民主進步黨中央評議委員會主任委員。
2022年，第四屆高雄市議會正副議長選舉投票，與退出國民黨的曾俊傑搭檔競選，並擊敗國民黨候選人陸淑美順利當選。民進黨成功光復高雄市議會，時隔四年再次在高雄市完全執政。

## 選舉紀錄
| 年度 | 選舉屆數               | 選舉區           | 所屬政黨   | 得票數 | 得票率 | 當選標記 | 備註     |
| ---- | ---------------------- | ---------------- | ---------- | ------ | ------ | -------- | -------- |
| 1998 | 第十四屆高雄縣議員選舉 | 高雄縣第二選舉區 | 民主進步黨 | 5,126  | 6.08%  |          | 婦女保障 |
| 2002 | 第六屆高雄市議員選舉   | 高雄市第三選舉區 | 民主進步黨 | 13,593 | 7.67%  |          |          |
| 2006 | 第七屆高雄市議員選舉   | 高雄市第三選舉區 | 民主進步黨 | 19,213 | 10.94% |          |          |
| 2010 | 第一屆高雄市議員選舉   | 高雄市第七選舉區 | 民主進步黨 | 20,451 | 10.80% |          |          |
| 2014 | 第二屆高雄市議員選舉   | 高雄市第七選舉區 | 民主進步黨 | 17,283 | 9.79%  |          |          |
| 2018 | 第三屆高雄市議員選舉   | 高雄市第七選舉區 | 民主進步黨 | 20,841 | 10.64% |          |          |
| 2022 | 第四屆高雄市議員選舉   | 高雄市第七選舉區 | 民主進步黨 | 16,082 | 10.52% |          |          |

## 爭議

### 氣爆爭議
2014年8月1日，高雄氣爆事故發生期間，民進黨立委管碧玲深夜12點37分在Facebook留言：「以為打雷，原來是爆炸事件！」康裕成隨即留言「哈哈」，引發爭議。康裕成在了解氣爆事件後，即在Facebook致歉：「我看到管委員臉書時，並不確知發生何事。因為我是第一個留言，尚無其他人留言，我也疏忽沒深究發生何事，深感抱歉。」

### 詐領助理費
康裕成涉嫌以人頭浮報詐領助理費遭到起訴，2015年1月14日經高雄高分院審結宣判，康裕成等23名被告，均被判依偽造公文書，判處有期徒刑1月至1年10月不等徒刑確定，均得易科罰金。

### 丈夫詐領健保費案
2006年臺南地檢署偵辦南部地區林進興醫院、永仁醫院、太順醫院及富強醫院涉嫌詐領健保費案，共起訴32人，包括民主進步黨籍立委林進興及邱永仁兩人。南檢表示，自1999年起，林進興醫院涉嫌詐領健保費至少一億九千萬元，永仁醫院一億一千萬元以上，太順醫院一千六百萬元，富強醫院三千一百萬元以上。其中，太順醫院院長曾錦元(康裕成夫)被求刑四年。
經高等法院判決確定，被告曾錦元收受不實住院病患以詐領健保住院給付，並配合不實住院病患開立不實之診斷證明書以供病患領詐保險住院理賠，惟其浮報詐領健保給付金額僅10794元與本案同時查獲之林進興、永仁等醫院之犯罪情節相較，較為輕微。原處有期徒刑1年，減為有期徒刑6月。

## 外部連結
- 高雄市議會 康裕成議員簡介
- 康裕成 高雄市議長的Facebook專頁